# Comté de Lincoln (Virginie-Occidentale)
Pour les articles homonymes, voir Lincoln et Comté de Lincoln.
Le comté de Lincoln (en anglais : Lincoln County) est un comté des États-Unis situé dans l’État de Virginie-Occidentale. En 2000, la population était de 22 108 habitants. Son siège est Hamlin. Le comté doit son nom à Abraham Lincoln, seizième président des États-Unis. Il a été créé en 1867 avec des parties des comtés de Boone, Cabell et Putnam. Il fait partie de l'aire métropolitaine de Charleston

## Principales villes
- Alum Creek (en partie)
- Big Ugly
- Hamlin
- Harts
- West Hamlin